# Kirakira
Kirakira je glavni grad provincije Makira-Ulawa na Salomonskim Otocima. Kirakira se nalazi na sjevernoj obali Makire (prvotno San Cristobal), najvećeg otoka provincije. Cesta se proteže 18 kilometara istočno od rijeke Warihito i 100 kilometara zapadno prema uvali Maro.
Zračna luka Kirakira ima letove prema Honiari i drugim destinacijama.